# لحروب (ردفان)

تعديل مصدري - تعديل

لحروب هي إحدى قرى عزلة الحبيلين بمديرية ردفان التابعة لمحافظة لحج، بلغ تعداد سكانها 81 نسمة حسب تعداد اليمن لعام 2004.